# Саркосцифовые
Саркосци́фовые (лат. Sarcoscyphaceae) — семейство сумчатых грибов из порядка Пецицевые. Включает 13 родов и 102 вида. Виды этого семейства встречаются по всему миру от тропиков до умеренного пояса.

## Роды
- Aurophora
- Cookeina
- Desmazierella
- Geodina
- Kompsoscypha
- Microstoma
- Nanoscypha
- Phillipsia
- Pithya
- Pseudopithyella
- Sarcoscypha — Саркосцифа
- Thindia
- Wynnea — Виннея